# 科琳娜·林瑙
科琳娜·林瑙（德語：Corinna Lingnau，1960年1月18日—），德国女子曲棍球运动员。她曾代表西德成年国家队参加1984年夏季奥林匹克运动会曲棍球比赛，获得一枚银牌。